# Adam Nawałka
Adam Nawałka (Cracòvia, 23 d'octubre de 1957) és un exfutbolista polonès i actual entrenador de la selecció de futbol de Polònia des de 2013.

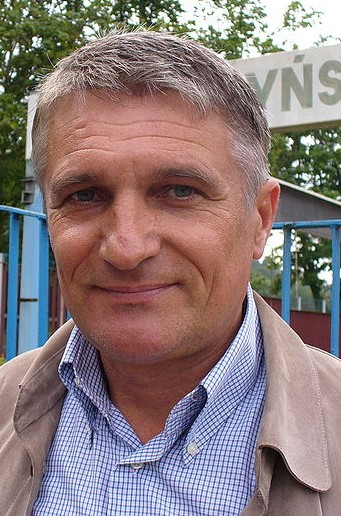
Adam Nawałka

## Trajectòria

### Club
Nawałka va començar la seva carrera el 1969 en el Wisla Cracovia, el seu debut en la 'Ekstraklasa' (Lliga Polonesa) va ser el 21 de maig de 1975, va disputar 190 partits en la màxima categoria del futbol polonès, marcant 9 gols. En la tardor de 1978 va començar a tenir lesions recurrents i malgrat repetides cirurgies, va haver de retirar-se del futbol professional anticipadament en 1984 a l'edat de 27 anys. El 1985 va emigrar als Estats Units on va jugar en el club semiprofesional Polish-American Eagles.

### Internacional
Va ser internacional amb la selecció polonesa de futbol des de 1977 a 1980 disputant 34 partits. A l'edat de 19 anys va ser participi de la Copa Mundial de Futbol de 1978 on va disputar cinc dels sis jocs disputats per la seva selecció. Al final del torneig, va ser triat en l'equip ideal de la Copa Mundial.

### Entrenador
Després de dirigir al Wisla Cracovia i a altres clubs menors, va passar a dirigir al GKS Katowice i més tard al Górnik Zabrze entre 2010 i 2013. El 26 d'octubre de 2013, el president de la Federació Polonesa de Futbol, Zbigniew Boniek, va anunciar que reemplaçaria a Waldemar Fornalik com a nou director tècnic de la selecció polonesa. L'11 d'octubre de 2014 en el Estadi Nacional de Varsòvia va conduir a la selecció polonesa a la seva primera victòria sobre la selecció de futbol d'Alemanya. L'any 2016 classifica a l'equip polonès a la segona fase de l'Eurocopa 2016 disputada en França.

#### Clubs com a entrenador
| Club                          | País    | Any            |
| ----------------------------- | ------- | -------------- |
| Świt Krzeszowice              | Polònia | 1996 - 1998    |
| Wisła Cracovia                | Polònia | 2000 - 2001    |
| Zagłębie Lubin                | Polònia | 2002           |
| Sandecja Nowy Sącz            | Polònia | 2003 - 2004    |
| Jagiellonia Białystok         | Polònia | 2004 - 2006    |
| Wisła Cracovia                | Polònia | 2006 - 2007    |
| GKS Katowice                  | Polònia | 2008           |
| Górnik Zabrze                 | Polònia | 2010 - 2013    |
| Selecció de futbol de Polònia | Polònia | 2013 - present |